# Daniel Oturu
Akinfayoshe Daniel Oturu (ur. 20 września 1999 w Nowym Jorku) – amerykański koszykarz, występujący na pozycji środkowego, obecnie zawodnik Windy City Bulls.
16 sierpnia 2021 został wytransferowany do Memphis Grizzlies. 23 września 2021 opuścił klub. 24 grudnia 2021 zawarł 10-dniową umowę z Toronto Raptors. 3 stycznia 2022 trafił ponownie do Windy City Bulls.

## Osiągnięcia
Stan na 7 stycznia 2022, na podstawie, o ile nie zaznaczono inaczej.
NCAA
- Uczestnik rozgrywek turnieju NCAA (2019)
- Zaliczony do:
  - I składu defensywnego Big 10 (2020)
  - II składu Big 10 (2020)
  - III składu All-American (2020 przez Sporting News)
  - składu honorable mention All-American (2020 przez Associated Press)
- Zawodnik tygodnia Big Ten (30.12.2019, 13.01.2020)
- Najlepszy pierwszoroczny zawodnik kolejki Big Ten (24.12.2018, 25.02.2019)
- Lider Big 10:
  - średniej:
    - zbiórek (2020 – 11,3)
    - bloków (2020 – 2,5)

  - w skuteczności rzutów z gry (2020 – 56,3%)
  - liczbie:
    - zbiórek (2020 – 349)
    - bloków (2020 – 76)